# 卡皮特爾縣 (卡塔馬卡省)
28°28′S 65°47′W / 28.467°S 65.783°W

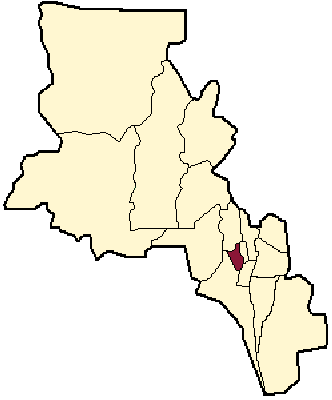

卡皮特爾縣（西班牙語：Departamento Capital）是阿根廷的縣份，位於該國西北部卡塔馬卡省，首府設於卡塔馬卡，面積684平方公里，該地區的地震活動頻繁和低強度，2010年人口159,703，人口密度每平方公里233.48人。